# Европска серија рагбија седам
Европска серија рагбија седам (енгл. Rugby Europe Sevens) је престижно европско такмичење у рагбију 7, које се одржава сваке године. Такмичењем руководи Европска рагби федерација.

## Формат такмичења
42 европске репрезентације играју на неколико турнира широм Европе, током лета. Репрезентације су подељене у 3 дивизије (Гранд Прикс, Дивизија А и Дивизија Б), у 3 групе по 4 селекције. Након групне фазе такмичења, игра се нокаут фаза такмичења. На крају турнира, репрезентација осваја одређени број поена, а затим се сабирају поени са свих турнира и одређује се коначан пласман и нови првак Европе у рагбију 7. Титулу шампиона Старог Континента у рагбију 7, осваја репрезентација која осигура прво место у елитној Гранд прикс дивизији.

## Историја
У досадашњој историји, највише успеха је имала рагби 7 репрезентација Португала. Прва европска серија је одржана 2002. Одличне резултате постизали су још и Руси, Енглези и Французи.
- Европска серија рагбија седам 2002.

|   | Рагби 7 репрезентација | Медаља |  |
| - | ---------------------- | ------ |  |
| 1 | Португал               | Злато  |  |
| 2 | Грузија                | Сребро |  |
| 3 | Немачка                | Бронза |  |

- Европска серија рагбија седам 2003.

|   | Рагби 7 репрезентација | Медаља |  |
| - | ---------------------- | ------ |  |
| 1 | Португал               | Злато  |  |
| 2 | Француска              | Сребро |  |
| 3 | Грузија                | Бронза |  |

- Европска серија рагбија седам 2004.

|   | Рагби 7 репрезентација | Медаља |  |
| - | ---------------------- | ------ |  |
| 1 | Португал               | Злато  |  |
| 2 | Италија                | Сребро |  |
| 3 | Ирска                  | Бронза |  |

- Европска серија рагбија седам 2005.

|   | Рагби 7 репрезентација | Медаља |  |
| - | ---------------------- | ------ |  |
| 1 | Португал               | Злато  |  |
| 2 | Русија                 | Сребро |  |
| 3 | Италија                | Бронза |  |

- Европска серија рагбија седам 2006.

|   | Рагби 7 репрезентација | Медаља |  |
| - | ---------------------- | ------ |  |
| 1 | Португал               | Злато  |  |
| 2 | Русија                 | Сребро |  |
| 3 | Италија                | Бронза |  |

- Европска серија рагбија седам 2007.

|   | Рагби 7 репрезентација | Медаља |  |
| - | ---------------------- | ------ |  |
| 1 | Русија                 | Злато  |  |
| 2 | Француска              | Сребро |  |
| 3 | Молдавија              | Бронза |  |

- Европска серија рагбија седам 2008.

|   | Рагби 7 репрезентација | Медаља |  |
| - | ---------------------- | ------ |  |
| 1 | Португал               | Злато  |  |
| 2 | Велс                   | Сребро |  |
| 3 | Грузија                | Бронза |  |

- Европска серија рагбија седам 2009.

|   | Рагби 7 репрезентација | Медаља |  |
| - | ---------------------- | ------ |  |
| 1 | Русија                 | Злато  |  |
| 2 | Француска              | Сребро |  |
| 3 | Италија                | Бронза |  |

- Европска серија рагбија седам 2010.

|   | Рагби 7 репрезентација | Медаља |  |
| - | ---------------------- | ------ |  |
| 1 | Португал               | Злато  |  |
| 2 | Француска              | Сребро |  |
| 3 | Русија                 | Бронза |  |

- Европска серија рагбија седам 2011.

|   | Рагби 7 репрезентација | Медаља |  |
| - | ---------------------- | ------ |  |
| 1 | Португал               | Злато  |  |
| 2 | Енглеска               | Сребро |  |
| 3 | Шпанија                | Бронза |  |

- Европска серија рагбија седам 2012.

|   | Рагби 7 репрезентација | Медаља |  |
| - | ---------------------- | ------ |  |
| 1 | Енглеска               | Злато  |  |
| 2 | Португал               | Сребро |  |
| 3 | Француска              | Бронза |  |

- Европска серија рагбија седам 2013.

|   | Рагби 7 репрезентација | Медаља |  |
| - | ---------------------- | ------ |  |
| 1 | Енглеска               | Злато  |  |
| 2 | Француска              | Сребро |  |
| 3 | Русија                 | Бронза |  |

- Европска серија рагбија седам 2014.

|   | Рагби 7 репрезентација | Медаља |  |
| - | ---------------------- | ------ |  |
| 1 | Француска              | Злато  |  |
| 2 | Шкотска                | Сребро |  |
| 3 | Енглеска               | Бронза |  |

- Европска серија рагбија седам 2015.

|   | Рагби 7 репрезентација | Медаља |  |
| - | ---------------------- | ------ |  |
| 1 | Француска              | Злато  |  |
| 2 | Шпанија                | Сребро |  |
| 3 | Енглеска               | Бронза |  |

- Европска серија рагбија седам 2016.

|   | Рагби 7 репрезентација | Медаља |  |
| - | ---------------------- | ------ |  |
| 1 | Русија                 | Злато  |  |
| 2 | Француска              | Сребро |  |
| 3 | Шпанија                | Бронза |  |

- Европска серија рагбија седам 2017.

|   | Рагби 7 репрезентација | Медаља |  |
| - | ---------------------- | ------ |  |
| 1 | Русија                 | Злато  |  |
| 2 | Ирска                  | Сребро |  |
| 3 | Шпанија                | Бронза |  |

- Европска серија рагбија седам 2018.

|   | Рагби 7 репрезентација | Медаља |  |
| - | ---------------------- | ------ |  |
| 1 | Ирска                  | Злато  |  |
| 2 | Немачка                | Сребро |  |
| 3 | Русија                 | Бронза |  |

## Списак репрезентација учесница

### Елитна дивизија Гранд Прикс
- Ирска
- Немачка
- Русија
- Енглеска
- Португал
- Француска
- Италија
- Велс
- Шпанија
- Грузија
- Шведска
- Пољска

### Дивизија А
- Румунија
- Белгија
- Литванија
- Данска
- Израел
- Луксембург
- Летонија
- Украјина
- Хрватска
- Бугарска
- Мађарска
- Кипар

### Дивизија Б Конференција 1
- Чешка
- Босна и Херцеговина
- Молдавија
- Србија
- Турска
- Словенија
- Монако
- Аустрија
- Словачка
- Финска
- Норвешка
- Црна Гора

### Дивизија Б Конференција 2
- Швајцарска
- Андора
- Лихтенштајн
- Исланд
- Белорусија
- Естонија